# Ullmann Point
Der Ullmann Point ist eine Landspitze in der Admiralty Bay von King George Island im Archipel der Südlichen Shetlandinseln. Am Nordufer des Martel Inlet liegt sie am südwestlichen Ende des Ullmann Spur.
Teilnehmer der Fünften Französischen Antarktisexpedition (1908–1910) unter der Leitung Jean-Baptiste Charcots kartierten sie. Wissenschaftler der britischen Discovery Investigations benannten sie bei Vermessungen im Jahr 1927 in Anlehnung an die Benennung des Ullmann Spur. Dessen Namensgeber ist wahrscheinlich ein Geldgeber für Charcots Forschungsreise.